# Apsilops scotinus
Apsilops scotinus là một loài tò vò trong họ Ichneumonidae.